# Харальні
Харальні (Charales) — порядок харових водоростей, що відноситься до монотипового класу харофіцієвих (Charophyceae). 
Разом з іншими зеленими водоростями клас Charophyceae включають або безпосередньо до царства зелених рослин (Viridiplantae), або (за іншими класифікаціями) як окрему таксономічну групу у Chlorophyta[недоступне посилання]. За даними інших авторів Charophyceae є класом у Charophyta, а Chlorophyta утворюють окрему групу.
Об'єднує водорості з гетеротрихальним типом морфологічної структури тіла, які мають макроскопічні членисто-кільцеві таломи (що нагадують хвощі), джгутикові стадії, що представлені сперматозоїдами, оогамний статевий процес, багатоклітинні жіночі статеві органи. Харальні водорості мешкають у бентосі озер та приморських солонуватоводних лиманів.
До порядку входить близько 150 видів сучасної флори та понад 1000 викопних видів.
За сучасною класифікацією, харальні найближчі до ембріофітів (наземних рослин). Цю близькість показує наявність багатьох спільних характеристик, таких як статеве розмноження, тип фотосинтезу, тощо; аналіз ДНК хлоропластів також вказав на спорідненість цих груп.